# Lajos Abonyi
Lajos Abonyi pseudonimo di Ferenc Marton (Kisterenye, 9 gennaio 1833 – Abony, 28 aprile 1898) è stato uno scrittore ungherese.

## Biografia

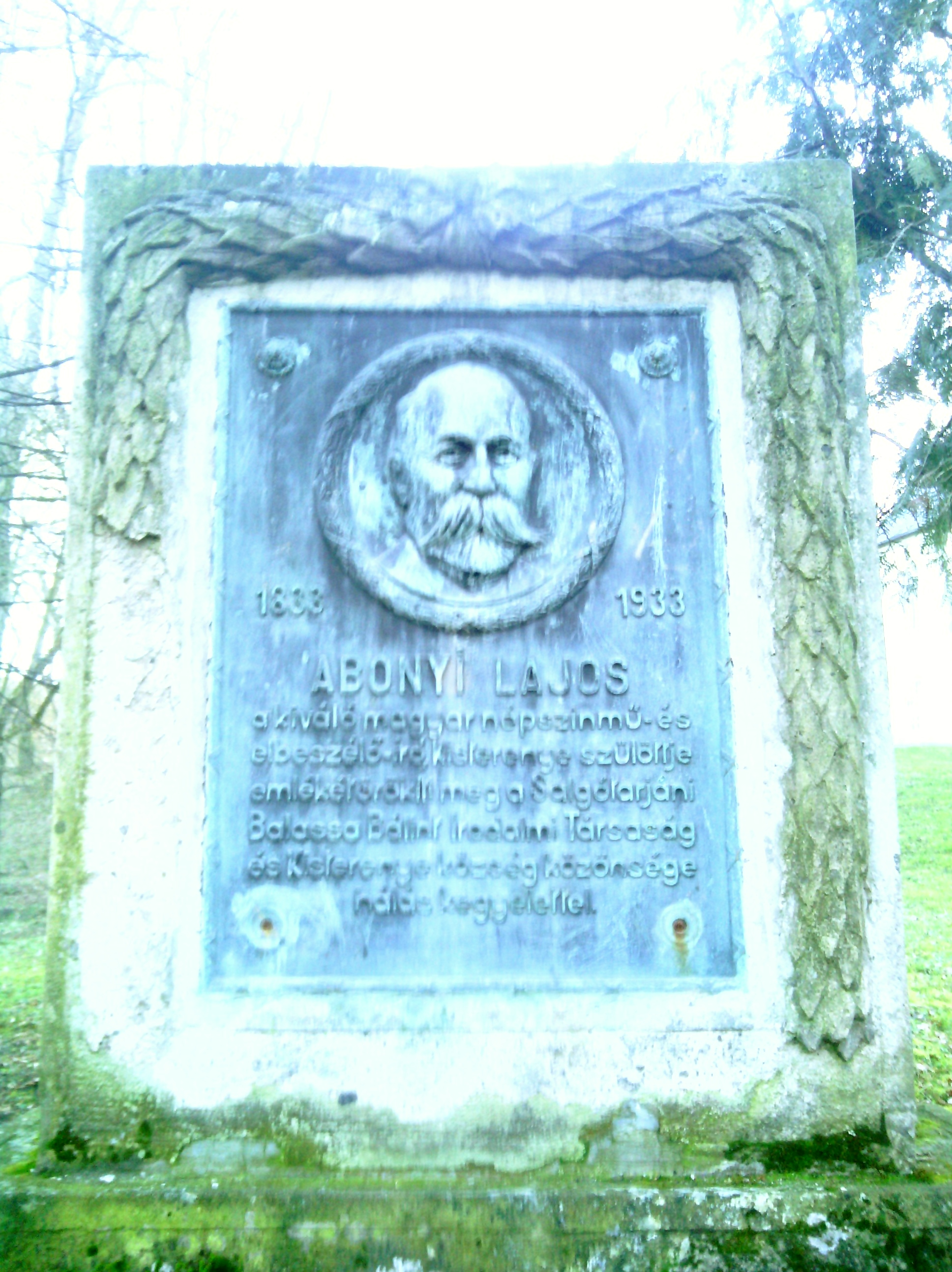
Altorilievo in Kisterenye

Derivò il suo pseudonimo dal podere dove si ritirò. 
Suo figlio, Lajos Márton, fu un archeologo.
Lajos Abonyi, di religione cristiana cattolica, studiò al Collegio riformato di Kecskemét dal 1841 al 1843, al Liceo evangelico di Pest dal  1844 al 1846, e all'Università di Pest. dal 1847, dove si laureò nel 1852.
Dopo la laurea lavorò come notaio.
Cominciò la sua attività di scrittore dopo la seconda metà dell'Ottocento, con una serie di novelle che furono influenzate dalle letterature europee, e soprattutto da quella francese, anche se si specializzò nella descrizione di personaggi e scene ispirati dalla pianura magiara.
Rappresentò con affetto patriarcale la figura del contadino, utilizzando un linguaggio adeguato, pittoresco ma stilizzato.
Scrisse romanzi storici, come Észak csillaga (1855) e romanzi sociali, come Pane e onore (Kenyér és becsület, 1865), incentrati sulle tematiche della povertà, del sottosviluppo, dei conflitti sociali, della spiritualità, dei costumi, delle superstizioni popolari, della emancipazione ebraica. 
Tra i suoi migliori romanzi annoveriamo Le nostre canzoni (1864) e L'eredità di Lena (1887). 
Il suo dramma popolare intitolato Il fazzoletto del bandito (1872) ebbe un notevole successo nei teatri ungheresi, trattandosi di una sorta di musical popolare, pervaso dall'amore per il folclore.
Scrisse anche raccolte di poesia popolare e di canti popolari.

## Opere
- 1864 – A mi nótáink
- A fonó krónikája
- Itt a szép Alföldön
- A betyár kendője
- A sári bíró leánya
- Kenyér és becsület
- Az utolsó kuruczvilág
- Észak csillaga
- Emlékek